# Zsujta
Zsujta ist eine  ungarische Gemeinde mit etwa 150 Einwohnern im Kreis Gönc im Komitat Borsod-Abaúj-Zemplén.

## Geografische Lage
Die Gemeinde liegt in Nordungarn, gut 60 Kilometer nordöstlich des Komitatssitzes Miskolc im Tal des Hernád nahe der Grenze zur Slowakei. Die nächstgelegene Stadt Gönc befindet sich drei Kilometer südlich von Zsujta. Nachbargemeinden sind Abaújvár und Hidasnémeti.

## Geschichte
Ende des 19. Jahrhunderts wurden im Ort eine große Zahl an Waffen und anderen Gegenständen aus der Bronzezeit gefunden. Diese befinden sich heute in der Sammlung des British Museum in London.

## Sehenswürdigkeiten
- Reformierte Kirche, erbaut 1711 (Barock)
- Römisch-katholische Kirche Szent György vértanú, erbaut 1875

## Verkehr
Durch Zsujta verläuft die Landstraße Nr. 3709. Über den südwestlich des Ortes gelegenen Bahnhof ist die Gemeinde angebunden an die Eisenbahnstrecke von  Abaújszántó nach Hidasnémeti.

## Bilder

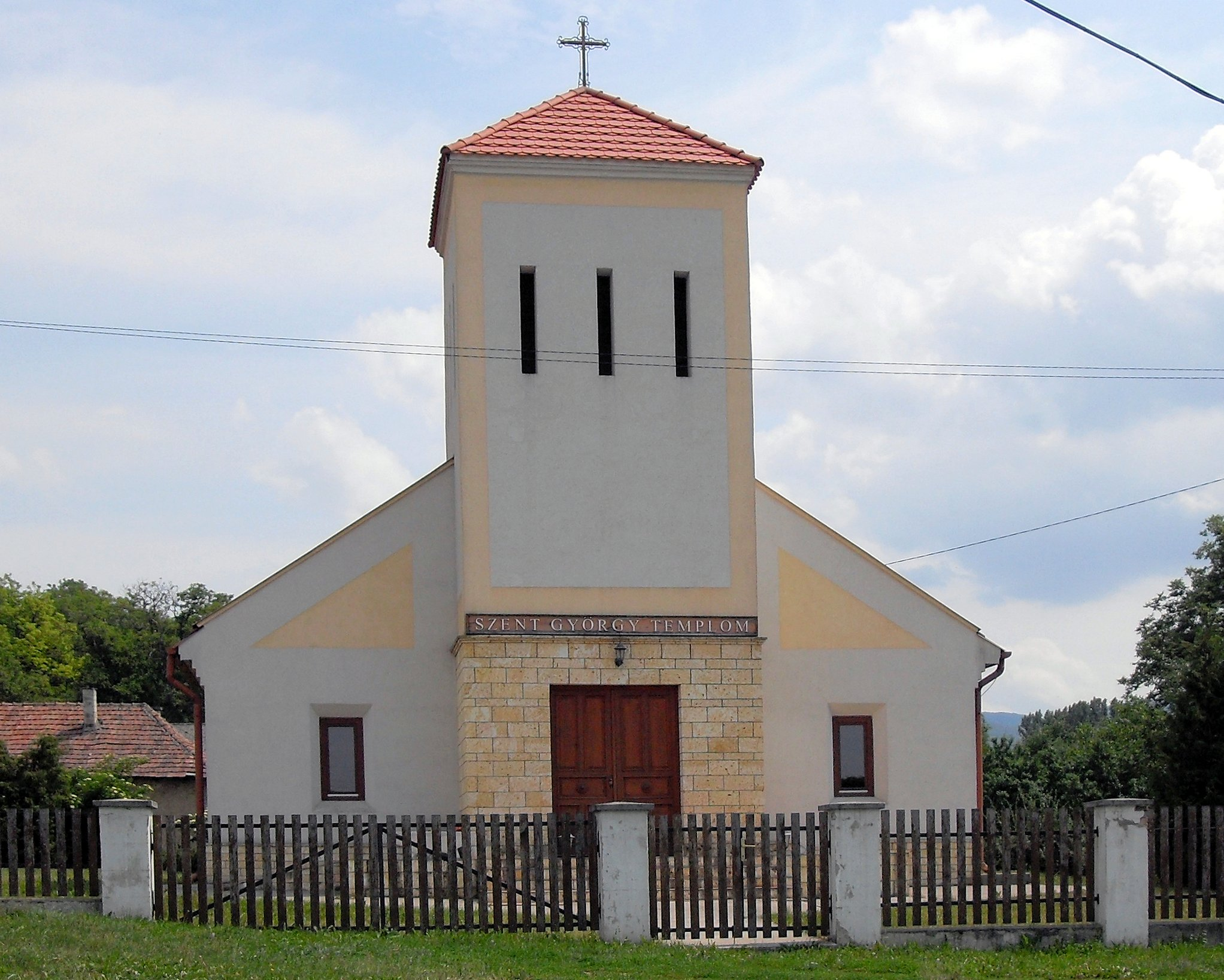
Röm.-kath. Kirche Szent György vértanú
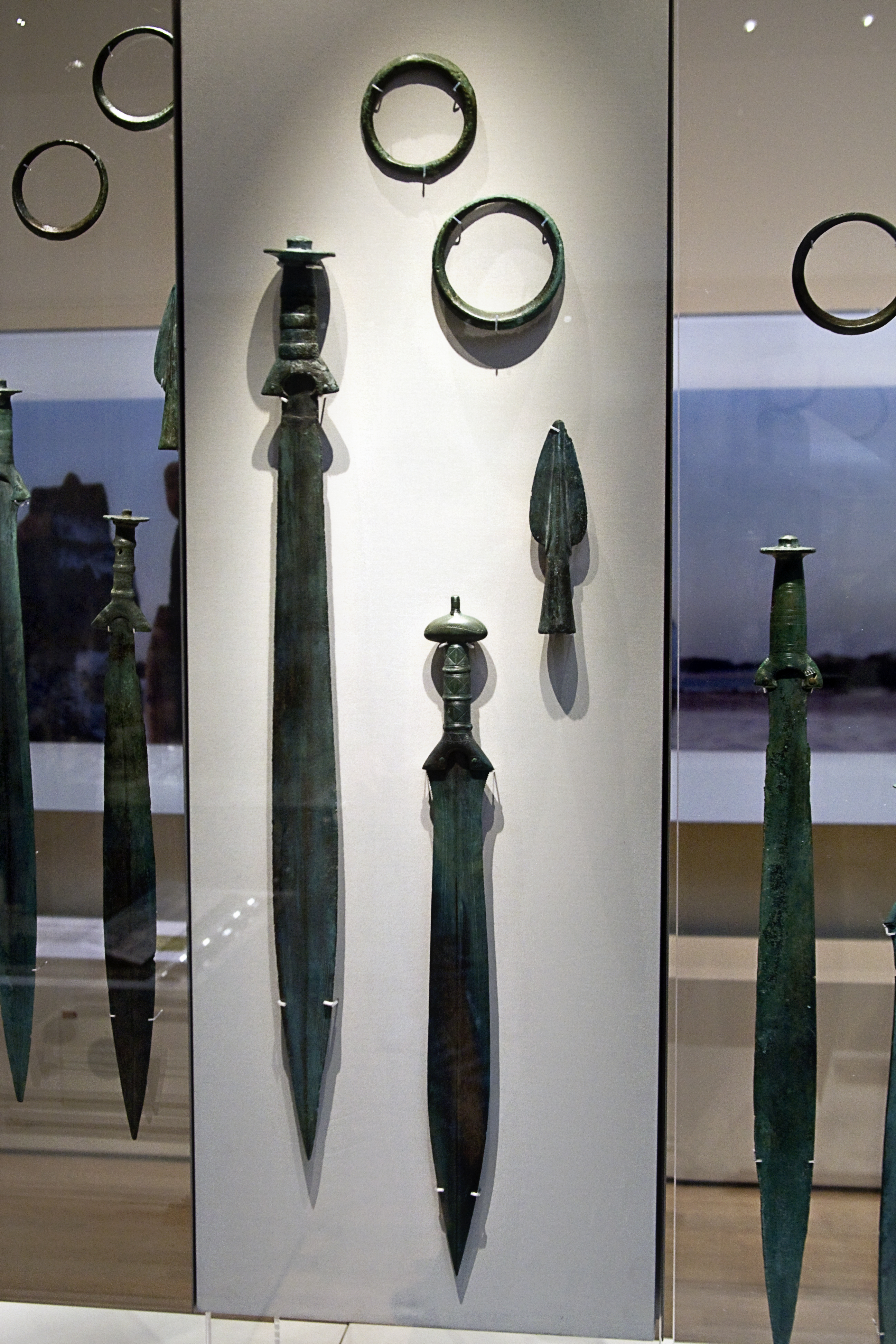
Funde aus Zsujta